# Port Norris
Port Norris is een plaats (census-designated place) in de Amerikaanse staat New Jersey, en valt bestuurlijk gezien onder Cumberland County.

## Demografie
Bij de volkstelling in 2000 werd het aantal inwoners vastgesteld op 1507.

## Geografie
Volgens het United States Census Bureau beslaat de plaats een oppervlakte van
17,8 km², waarvan 16,5 km² land en 1,3 km² water. Port Norris ligt op ongeveer 1 m boven zeeniveau.

## Plaatsen in de nabije omgeving
De onderstaande figuur toont nabijgelegen plaatsen in een straal van 24 km rond Port Norris.